# Mistrzostwa Świata FIBT 1933
Mistrzostwa Świata FIBT 1933 odbyły się w dniu 1 lutego 1933 w niemieckiej miejscowości Schreiberhau (obecnie Szklarska Poręba). Rozegrano tylko konkurencję męskich dwójek bobslejowych.

## Dwójki
- Data: 1 lutego 1933

| Miejsce | Narodowość       | Zawodnik                        | czas |
| ------- | ---------------- | ------------------------------- | ---- |
| 1       | Rumunia          | Alexandru Papană Dumitru Hubert | –    |
| 2       | Czechosłowacja   | Brüme Heinzel                   | –    |
| 3       | Rzesza Niemiecka | Fritz Grau Albert Brehme        | –    |

## Tabela medalowa
| Miejsce | Państwo          |   |   |   | Razem |
| ------- | ---------------- | - | - | - | ----- |
| 1.      | Rumunia          | 1 | 0 | 0 | 1     |
| 2.      | Czechosłowacja   | 0 | 1 | 0 | 1     |
| 3.      | Rzesza Niemiecka | 0 | 0 | 1 | 1     |